# Rhyssemus chinensis
Rhyssemus chinensis är en skalbaggsart som beskrevs av Riccardo Pittino 1996. Rhyssemus chinensis ingår i släktet Rhyssemus och familjen Aphodiidae. Inga underarter finns listade i Catalogue of Life.